# Conjunt de cases Ignàsia Riu
El conjunt de cases Ignàsia Riu és un conjunt de deu habitatges de Matadepera (Vallès Occidental) protegits com a Bé Cultural d'Interès Local.

## Descripció
Conjunt format per 10 habitatges apariats situats a banda i banda del carrer de Sant Ignasi. Són cases bessones de planta baixa i pis, envoltades de jardí. Els garatges de les dues cases comparteixen la mitgera i formen un volum formalment unitari. Les entrades als habitatges es produeixen a través d'un porxo. Les tipologies i el tractament de tots els edificis és el mateix, però amb algunes diferencies formals (porxos d'accés) que donen varietat i enriqueixen el conjunt.

## Història
Cases d'estiueig, inicialment de lloguer, construïdes pels Torredemer, que han esdevingut habitatges permanents. No van ser construïdes de cop sinó que es feien paulatinament un dos edificis cada any.